# Фонова концентрація
Фонова концентрація (англ. background concentration) — у хімії атмосфери — концентрація певної речовини в чистому повітрі, де відсутні короткоживучі забруднення антропогенного характеру. Фонові концентрації довгоживучих речовин (метану, вуглекислого газу тощо) з часом поволі зростають внаслідок антропогенної діяльності, так що склад атмосферного фону постійно змінюється. Синонім — базова концентрація.